# مارتون باور
مارتون باور هو راكب الكنو مجري، ولد في 13 يوليو 1975.